# Limnephilus elegans
Limnephilus elegans – gatunek owada z rzędu chruścików i rodziny bagiennikowatych (Limnephilidae).
Gatunek eurosyberyjski, borealno-górski, larwy spotykane w jeziorach i torfowiskach. W Polsce rzadki, limnefil, tyrfofilny lub tyrfobiontyczny.
Materiał obejmuje jedynie jedną larwę (oznaczenie niepewne), znalezioną w torfiance Bagien Biebrzańskich.
W Europie Północnej występuje w stawach i zbiornikach okresowych, jeziorach i ciekach. W Irlandii spotykany w stawach i bagnach. W Holandii imagines złowione w litoralu zanikającym nad zbiorowiskami osoki. Uważany za gatunek tyrfofilny wód stojących.